# Philippe Habert (politólogo)
Philippe Habert (Neuilly-sur-Seine, 22 de agosto de 1958 - París, 5 de abril de 1993) fue un politólogo francés.

## Biografía
Director de estudios políticos de Le Figaro, consultor de TF1 y marido de Claude Chirac. Parece que habían tenido relaciones, eventualmente difíciles a causa de divergencias políticas. Las circunstancias turbulentas de su muerte fueron atribuidas tras la autopsia a un envenenamiento. Se cree que se trata seguramente de un suicidio por ingesta de medicamentos. El polémico periodista Thierry Meissan sostiene que su suicidio fue motivado por la desesperación que le causó una supuesta relación de su mujer Claude con Nicolas Sarkozy. Claude Chirac, al respecto, ha declarado en 2004 que "jamás he sido la amante de Nicolas Sarkozy".